# Friedrich Deutschmann
Friedrich Deutschmann (ur. około 1768 w Kamenz w Niemczech, zm. 9 września 1826 w Komárom na Węgrzech) – austriacki organmistrz, producent klawesynów i fortepianów.
Otrzymał prawa mistrzowskie w 1803 roku i prawdopodobnie przejął warsztat Jana Výmoli. Zapisy kronikarskie dotyczące ślubu określają go jako organmistrza z klasy średniej. Jego warsztat organowy znajdował się w Wiedniu, w szóstej dzielnicy (Laimgrube, koło Mariahilf), a później w dziewiątej (Alservorstadt). Od 1814 był przewodniczącym wiedeńskiego Stowarzyszenia Producentów Fortepianów.
Uczył organmistrzostwa swojego bratanka Jacob Deutschmann, który później przejął jego warsztat.

## Dzieła
Organy piszczałkowe zbudowane przez Friedricha Deutschmanna:
| Rok  | Miejscowość                                        | Budynek                                      | Uwagi                                                       |
| ---- | -------------------------------------------------- | -------------------------------------------- | ----------------------------------------------------------- |
| 1808 | Wiedeń (Austria)                                   | Kościół ewangelicko-augsburski               | zachowała się tylko szafa organowa                          |
| 1811 | Pfaffenschlag bei Waidhofen an der Thaya (Austria) | Kościół parafialny                           |                                                             |
| 1813 | Gumpendorf, Wiedeń (Austria)                       | Kościół parafialny                           | niezachowane                                                |
| 1816 | Wiedeń (Austria)                                   | Kościół parafialny w dzielnicy Pötzleinsdorf | [ 3 ]                                                       |
| 1820 | Wiedeń (Austria)                                   | Kościół św. Urszuli                          | w 1963 przeniesione do kościoła św. Wawrzyńca w Katzelsdorf |
| 1821 | Wiedeń (Austria)                                   | Kościół Maryi nad brzegiem                   | zachowała się skrzynia organowa i prospekt                  |
| 1821 | Furth an der Triesting (Austria)                   | Kościół parafialny                           | niezachowany                                                |
| 1821 | Wiedeń (Austria)                                   | Kościół św. Józefa w Margareten              | zachowała się tylko skrzynia organowa                       |
| 1821 | Wiedeń (Austria)                                   | Kościół Mechitarystów                        |                                                             |
| 1825 | Atzenbrugg (Austria)                               | Kaplica w zamku Atzenbrugg                   | zachowane                                                   |